# 십육근본번뇌
16근본번뇌(十六根本煩惱)는 다음의 분류, 그룹 또는 체계의 한 요소이다.
- 대승불교의 유식유가행파 등의 여러 번뇌 분류법 가운데 하나인 번뇌장(煩惱障) · 소지장(所知障)의 2장(二障)에서 번뇌장에도 속하고 소지장에도 속한다. 엄밀히 말하면, 번뇌장에 속하지만 모든 번뇌장에는 해당하는 소지장이 존재한다.
- 대승불교의 유식유가행파 등의 여러 번뇌 분류법 가운데 하나인 분별기(分別起) · 구생기(俱生起)의 분류법에서 분별기에 속한다.
- 대승불교의 유식유가행파에서 세운 128근본번뇌에 속한다. 이 가운데  수도에서 끊어지는 수혹(修惑) 16가지를 말한다.

16근본번뇌(十六根本煩惱)는 유식유가행파를 비롯한 대승불교의 번뇌론에서 사용되는 용어로, 모든 근본번뇌를 견도(見道)에서 끊어지는 견혹(見惑)과 수도(修道)에서 끊어지는 수혹(修惑)으로 나눌 때, 수혹에 해당하는 속하는 근본번뇌의 총 개수이며 또한 이들을 통칭하는 낱말이다. 16근본번뇌는 줄여서 16번뇌(十六煩惱)라고도 하며, 또한 16사(十六使) 또는 16혹(十六惑)이라고도 한다.
유식유가행파의 번뇌론에 따르면, 수혹(수소단)인 16근본번뇌는 다음과 같이 욕계의 6가지, 색계의 5가지, 무색계의 5가지 근본번뇌로 이루어져 있다.
- 욕계 (6가지): 탐(貪) · 진(瞋) · 만(慢) · 무명(無明) · 유신견(有身見) · 변집견(邊執見)
- 색계 (5가지): 탐(貪) · 만(慢) · 무명(無明) · 유신견(有身見) · 변집견(邊執見)
- 무색계 (5가지): 탐(貪) · 만(慢) · 무명(無明) · 유신견(有身見) · 변집견(邊執見)

16근본번뇌는 다음의 세분화 과정을 통해 성립된다.
1. 먼저, 대전제로 6근본번뇌가 있다.
2. 6근본번뇌에서 악견을 세분하여 10근본번뇌가 성립된다.
3. 10근본번뇌를 3계 각각으로 세분하여, 욕계에 10가지, 색계에 9가지, 무색계에 9가지의 총 28가지가 성립된다.
4. 3계 각각의 번뇌를 견고소단 · 견집소단 · 견멸소단 · 견도소단 · 수도소단의 5부로 세분하여, 욕계에 46가지, 색계에 41가지, 무색계에 41가지의 총 128가지가 성립된다.
5. 이렇게 성립된 128근본번뇌 가운데 수도소단에 속하는 것을 헤아리면 총 16가지이다.

## 용어

### 16근본번뇌·16번뇌
16근본번뇌(十六根本煩惱)에서 근본번뇌(根本煩惱)는 수번뇌(隨煩惱)에 대응되는 낱말이다. 근본번뇌는 줄여서 단순히 번뇌(煩惱)라고도 한다. 따라서 16근본번뇌도 종종 16번뇌(十六煩惱)라고도 부른다.
불교에서 번뇌를 나누는 방법에는 여러 가지가 있는데 그 중에 하나가 근본번뇌(根本煩惱)와 근본번뇌를 따라 일어나는[隨起] 수번뇌(隨煩惱)로 나누는 것이다. 부파불교와 대승불교의 번뇌론에 따르면, 근본번뇌로는 탐(貪) · 진(瞋) · 만(慢) · 무명(無明) · 악견(惡見) · 의(疑)의 6가지가 있으며, 이들을 통칭하여 6근본번뇌(六根本煩惱) 또는 6수면(六隨眠)이라 한다.
부파불교와 대승불교에서는 6근본번뇌 가운데 악견(惡見)을 5가지로 세분하여 10근본번뇌를 세우고, 다시 10근본번뇌를 3계 5부로 나눈다. 그 결과 부파불교의 설일체유부의 번뇌론에 따르면 98근본번뇌가 있고, 대승불교의 유식유가행파의 번뇌론에 따르면 128근본번뇌가 있다.  (자세한 내용은 아래의 '16근본번뇌의 성립 절차' 문단을 참조하십시오.)
대승불교의 128근본번뇌 가운데 16가지가 수혹 즉 수소단 또는 구생기인데, 이들을 통칭하여 16근본번뇌(十六根本煩惱) 또는 줄여서 16번뇌(十六煩惱)라고 한다.

### 16사
16사(十六使)에서 사(使)는 부린다는 뜻으로 '구사(驅使)한다' 또는 '구사력(驅使力)'이라고 할 때의 구사(驅使)를 말한다. 구사(驅使)의 사전적인 의미는 ① 사람이나 동물을 몰아서 부리는 것. ② 말 · 수단 · 수법 따위를 능숙하게 다루거나 부리어 사용(使用)하는 것이다.
사(使)는 번뇌의 여러 다른 이름 가운데 하나이다. 번뇌가 유정을 따라다니면서 유정의 마음을 진리에 어긋나게 부려서 악업을 짓게 하고 그 결과 유정이 미계(迷界) 즉 미혹의 세계인 3계6도(三界六道)에서 계속 유전(流轉)하는 것, 즉 생사윤회를 반복하는 것을 부각시켜 말하는 명칭이다. 또한, 사(使)의 이러한 따라다니면서 부림의 의미는 근본번뇌를 가리키는 수면(隨眠)과 그 뜻이 같다.
사(使)는 결사(結使)라고도 하는데, 결사(結使)의 문자 그대로의 뜻은 '묶어서 부린다'로, 속박[結]과 부림[使]의 뜻이 합쳐진 낱말이다. 불교 용어로서의 결사(結使)는 번뇌의 여러 다른 이름 가운데 하나로, 번뇌가 유정의 몸과 마음을 미혹의 세계에 속박하고 유정을 따라다니며 몰아대어 악업을 짓게 부리고 그 결과 유정이 3계6도의 생사윤회를 반복하는 것을 부각시켜 말하는 명칭이다.
결사(結使)에서, 속박의 의미인 결(結)도 번뇌의 다른 이름이고 부림의 의미인 사(使)도 번뇌의 다른 이름인데, 불교 일반의 번뇌론에서 결(結)은 흔히 9결(九結)을 뜻하고 사(使)는 흔히 10사(十使)를 뜻한다. 이러한 이유로 결사에 대해 말할 때 종종 9결10사(九結十使)라고 표현한다.
9결(九結)은 애결(愛結) · 에결(恚結) · 만결(慢結) · 무명결(無明結) · 견결(見結) · 취결(取結) · 의결(疑結) · 질결(嫉結) · 간결(慳結)을 말하는데, 모든 번뇌를 근본번뇌와 수번뇌로 나눌 때 9결 가운데 질결(嫉結)과 간결(慳結)은 수번뇌에 속하고 나머지 7가지는 근본번뇌에 속한다.
10사(十使)는 탐(貪) · 진(瞋) · 만(慢) · 무명(無明) · 유신견(有身見) · 변집견(邊執見) · 사견(邪見) · 견취(見取) · 계금취(戒禁取) · 의(疑)의 10가지 근본번뇌 즉 10근본번뇌(十根本煩惱)를 말하며 10수면(十隨眠)이라고도 한다.
사(使)라는 낱말을 사용하여, 10사(十使)를 탐사(貪使) · 진사(嗔使: 嗔은 瞋의 동의어) · 치사(癡使) · 만사(慢使) · 신견사(身見使) · 변견사(邊見使) · 사견사(邪見使) · 견취사(見取使) · 계취사(戒取使) · 의사(疑使)라고도 한다.

### 16혹
유식유가행파의 번뇌론과 수행론에 따르면, 128혹(百二十八惑) 가운데 112혹은 견도에서 끊어지는 견혹(見惑)의 총 개수이고, 16혹(十六惑)은 수도에서 끊어지는 수혹(修惑)의 총 개수이다.
이들 낱말에서 혹(惑)은 미혹(迷惑: 迷는 잘못 아는 것, 惑은 밝게 알지 못하는 것) 즉 불해(不解: 알지 못함)의 뜻으로 번뇌가 마음을 미혹시켜 진리를 알지 못하게 하는 것, 번뇌가 진리를 가려서 마음으로 하여금 진리를 바로 보지 못하게 하는 것, 즉 번뇌가 깨달음을 장애하는 것을 말한다. 달리 말하면, 혹(惑)은 사(事)와 이(理)에 밝지 못한 것을 말한다.
한편, 혹(惑) 즉 진리를 알지 못하는 것 또는 사(事)와 이(理)에 밝지 못한 것은, 특히, 근본번뇌 가운데 하나인 무명(無明) 즉 치(癡)의 본질적 성질이며, 또한 무명(無明) 즉 치(癡)의 동의어로도 사용된다.

## 16근본번뇌의 성립 절차
대승불교의 유식유가행파의 번뇌론을 따를 때,
총 128근본번뇌(百二十八根本煩惱)가 있다는 것은 근본번뇌로 6가지의 번뇌 즉 6근본번뇌(六根本煩惱)가 있다는 기본 교의에서 출발하여 아래와 같은 세분화 과정을 거쳐 그 수가 성립된 것이다. 이 세분화 과정에 의해 성립된 총 128근본번뇌 가운데 수혹(수소단)에 해당하는 근본번뇌를 헤아릴 때 총 16가지가 있으므로 대승불교의 유식유가행파 등에서는 수혹(수소단)을 16근본번뇌(十六根本煩惱) · 16번뇌(十六煩惱) · 16사(十六使) 또는 16혹(十六惑)이라 한다.

### (1) 6근본번뇌
불교의 여러 번뇌 분류법 가운데 하나는 모든 번뇌를 근본번뇌(根本煩惱)와 근본번뇌를 따라 일어나는 수번뇌(隨煩惱)로 나누는 것이다. 수번뇌는 지말번뇌(枝末煩惱) 또는 지말혹(枝末惑)라고도 한다.
부파불교의 설일체유부와 대승불교의 유식유가행파의 번뇌론에 따르면, 근본번뇌로는 탐(貪) · 진(瞋) · 만(慢) · 무명(無明) · 악견(惡見) · 의(疑)의 6가지가 있으며, 이들을 통칭하여 6근본번뇌(六根本煩惱) 또는 6수면(六隨眠)이라 한다. 이 가운데 무명(無明)은 치(癡)라고도 하며, 악견(惡見)은 간단히 견(見)이라고도 한다.
이들 6가지가 근본번뇌를 이룬다는 것은 부파불교와 대승불교 모두에서 공통된 기본 견해 또는 기본 교의이며, 부파불교에서는 6근본번뇌를 특히 6수면(六隨眠)이라고도 부른다. 반면, 수번뇌의 개수에 대해서는 부파불교와 대승불교의 견해가 다르다. 설일체유부에서는 수번뇌로 19가지가 있다고 보며 유식유가행파에서는 20가지가 있다고 본다.

### (2) 10근본번뇌
부파불교의 설일체유부와 대승불교의 유식유가행파의 번뇌론에 따르면, 6근본번뇌 가운데 악견(惡見) 즉 견(見)은 유신견(有身見) · 변집견(邊執見) · 사견(邪見) · 견취(見取) · 계금취(戒禁取)로 세분되는데, 이렇게 세분하면 탐 · 진 · 만 · 무명 · 유신견 · 변집견 · 사견 · 견취 · 계금취 · 의(疑)의 10가지 근본번뇌가 있게 되며, 이들을 통칭하여 10근본번뇌(十根本煩惱)라 하며, 10수면(十隨眠) · 10사(十使) · 10견(十見) 또는 10대혹(十大惑)이라고도 한다.

### (3) 3계 분별
10근본번뇌를 욕계 · 색계 · 무색계의 3계에 따라 나누면 단순계산상으로는 30가지가 있어야 하지만 실제로는 3계 전체에 걸쳐 그 수가 총 28가지인데, 그 이유는 부파불교의 설일체유부와 대승불교의 설일체유부의 번뇌론에 따르면 진(瞋)은 오직 욕계에만 존재하는 번뇌이기 때문이다.
즉, 욕계에는 10가지 근본번뇌가 모두 존재하지만, 색계에는 진(瞋)을 제외한 9가지 근본번뇌만이 존재하며, 무색계도 색계와 마찬가지로 진(瞋)을 제외한 9가지 근본번뇌만이 존재한다.
이상을 표로 나타내면 다음과 같다.
| 3계    | 근본번뇌                                                          |        |
| ------ | ----------------------------------------------------------------- | ------ |
| 욕계   | 탐 · 진 · 만 · 무명 · 유신견 · 변집견 · 사견 · 견취 · 계금취 · 의 | 10가지 |
| 색계   | 탐 · 만 · 무명 · 유신견 · 변집견 · 사견 · 견취 · 계금취 · 의      | 9가지  |
| 무색계 | 탐 · 만 · 무명 · 유신견 · 변집견 · 사견 · 견취 · 계금취 · 의      | 9가지  |
|        |                                                                   | 28가지 |

부파불교의 설일체유부의 논사 중현(衆賢, Saṃghabhadra: 5세기)의 《현종론》에 따르면, 진(瞋)이 상계(上界) 즉 색계와 무색계에 존재하지 않는 이유는 다음과 같다.
- 첫째, 색계와 무색계에는 진수면사(瞋隨眠事), 즉 진(瞋)이라는 근본번뇌의 경계[事] 즉 소연, 즉 미워하거나 성낼 일이 존재하지 않기 때문이다. 진(瞋)은 전5식이 영납하는 고수(苦受)에서 수증되는 것인데 색계와 무색계에는 고수가 존재하지 않으며, 따라서 진(瞋)도 존재하지 않는다.
- 둘째, 색계와 무색계에서의 상속은 선정에 의해 윤택[潤]한 상태에 있기 때문이다. 즉, 진(瞋)은 풍병(風病: 신경이 탈이나서 생기는 병의 총칭)처럼 메마르고 거친 특성[乾澁相]인데, 색계와 무색계의 유정은 선정에 의해 상속이 윤활(潤滑: 뻑뻑하지 않고 매끄러움)하기 때문에 진(瞋)이 존재하지 않는다.
- 셋째,  색계와 무색계에는 진(瞋)의 이숙이 존재하지 않기 때문이다. 달리 말하면, 색계와 무색계에는 진(瞋)이 이숙인(異熟因)이 되는 경우가 없기 때문이다. 즉 진(瞋)은 반드시, 애락할 수 없는 비애(非愛)의 이숙과를 초래하는 원인이 되는데, 색계와 무색계에는 내적으로든 외적으로든 좋지 않은 것이 없기 때문이다.

### (4) 5부 분별
마지막 단계로, 욕계의 10근본번뇌, 색계의 9근본번뇌, 무색계의 9근본번뇌를 다시 견고소단 · 견집소단 · 견멸소단 · 견도소단 · 수도소단의 5부(五部)로 세분한다. 여기에서  앞의 4가지 부(部) 즉 견고소단 · 견집소단 · 견멸소단 · 견도소단은 견혹에 해당하고, 마지막의 수도소단은 수혹에 해당한다.
이상과 같은 세분화 과정을 통해 다음의 표와 같은 구분이 성립되며, 표에 나타난 바와 같이 대승불교의 유식유가행파의 번뇌론에 따를 때 총 128가지의 근본번뇌가 있으며, 견도에서 끊어지는 번뇌인 견혹에는 총 112가지의 근본번뇌가 있으며, 수도에서 끊어지는 번뇌인 수혹에는 총 16가지의 근본번뇌가 있다. 이 가운데 욕계의 수혹(수소단)으로는 6가지가 있으며, 색계의 수혹(수소단)으로는 5가지가 있으며, 무색계의 수혹(수소단)으로는 색계와 마찬가지로 5가지가 있다.
|                                      | 3계 5부  | 욕계                                                                   | 색계                                                             | 무색계                                                           |         |
| ------------------------------------ | -------- | ---------------------------------------------------------------------- | ---------------------------------------------------------------- | ---------------------------------------------------------------- | ------- |
| 견소단·견혹· 분별기·미리혹 (112)     | 견고소단 | 탐 · 진 · 만 · 무명 · 유신견 · 변집견 · 사견 · 견취 · 계금취 · 의 (10) | 탐 · 만 · 무명 · 유신견 · 변집견 · 사견 · 견취 · 계금취 · 의 (9) | 탐 · 만 · 무명 · 유신견 · 변집견 · 사견 · 견취 · 계금취 · 의 (9) | 28가지  |
| 견소단·견혹· 분별기·미리혹 (112)     | 견집소단 | 탐 · 진 · 만 · 무명 · 유신견 · 변집견 · 사견 · 견취 · 계금취 · 의 (10) | 탐 · 만 · 무명 · 유신견 · 변집견 · 사견 · 견취 · 계금취 · 의 (9) | 탐 · 만 · 무명 · 유신견 · 변집견 · 사견 · 견취 · 계금취 · 의 (9) | 28가지  |
| 견소단·견혹· 분별기·미리혹 (112)     | 견멸소단 | 탐 · 진 · 만 · 무명 · 유신견 · 변집견 · 사견 · 견취 · 계금취 · 의 (10) | 탐 · 만 · 무명 · 유신견 · 변집견 · 사견 · 견취 · 계금취 · 의 (9) | 탐 · 만 · 무명 · 유신견 · 변집견 · 사견 · 견취 · 계금취 · 의 (9) | 28가지  |
| 견소단·견혹· 분별기·미리혹 (112)     | 견도소단 | 탐 · 진 · 만 · 무명 · 유신견 · 변집견 · 사견 · 견취 · 계금취 · 의 (10) | 탐 · 만 · 무명 · 유신견 · 변집견 · 사견 · 견취 · 계금취 · 의 (9) | 탐 · 만 · 무명 · 유신견 · 변집견 · 사견 · 견취 · 계금취 · 의 (9) | 28가지  |
| 수소단·수혹·사혹· 구생기·미사혹 (16) | 수도소단 | 탐 · 진 · 만 · 무명 · 유신견 · 변집견 (6)                              | 탐 · 만 · 무명 · 유신견 · 변집견 (5)                             | 탐 · 만 · 무명 · 유신견 · 변집견 (5)                             | 16가지  |
|                                      |          | 46가지                                                                 | 41가지                                                           | 41가지                                                           | 128가지 |

위의 표에 나타난 바와 같이, 대승불교의 유식유가행파의 번뇌론에 따를 때, 유신견 · 변집견 · 사견 · 견취 · 계금취의 5견(五見) 또는 5리사(五利使) 가운데, 유신견과 변집견의 2가지는 견혹이기도 하고 수혹이기도 하다. 반면, 사견 · 견취 · 계금취의 3가지는 오로지 견혹이다. 또한 5견에 속하지 않은 10근본번뇌, 즉 5둔사(五鈍使) 가운데 의(疑)도 오로지 견혹이다.
즉, 대승불교의 유식유가행파의 번뇌론에 따를 때, 10근본번뇌 가운데 사견 · 견취 · 계금취 · 의(疑)의 4가지 근본번뇌는 오로지 견혹이며, 나머지 6가지 근본번뇌 즉 탐 · 진 · 만 · 무명 · 유신견 · 변집견은 견혹이기도 하고 수혹이기도 하다.
유식유가행파에서는 번뇌를 분별기(分別起)와 구생기(俱生起)로 분류하기도 하는데, 분별기는 견도에서 끊어지는 번뇌인 견혹에 해당하고 구생기는 수도에서 끊어지는 번뇌인 수혹에 해당한다.
유신견과 변집견이 분별기 즉 견혹이기도 하면서 또한 구생기 즉 수혹이기도 한 이유에 대해 안혜의 《대승아비달마잡집론》 제7권에서는 다음과  같이 밝히고  있다:
 欲界修所斷有六煩惱。謂俱生薩迦耶見邊執見。及貪瞋慢無明。何等名為修所斷。俱生薩迦耶見。謂聖弟子雖見道已生。而依止此故我慢現行。如經言。長老馱索迦當知。我於五取蘊不見我我所。然於五取蘊有我慢我欲我隨眠。未永斷未遍知未滅未吐。猶如乳母有垢膩衣。雖以鹵土等水浣濯極令離垢。若未香熏臭氣隨轉。復以種種香物熏坌臭氣方盡。如是佛聖弟子。雖以見道永斷分別身見之垢。若未以修道熏習相續。無始串習虛妄執著習氣所引不分別事我見隨轉。復以隨道熏習相續彼方永滅。俱生邊執見者。謂斷見所攝。由此見故於涅槃界其心退轉生大怖畏。謂我我今者何所在耶。

 — 한문본: 안혜 조, 현장 한역 (T.1606), 《대승아비달마잡집론》 제7권. p. T31n1606_p0726c09 - T31n1606_p0726c23
욕계의 수도에서 끊어지는 것에는 여섯 가지 번뇌가 있으니, 구생기 살가야견과 구생기 변집견 및 탐ㆍ진ㆍ만ㆍ무명이다. 어떠한 것을 이름하여 수도에서 끊어지는 구생기 살가야견[修所斷俱生薩迦耶見]이라 합니까? 성제자(聖弟子)가 비록 견도(見道)를 이미 성취하였어도 수도에서 끊어지는 구생기 살가야견으로 인하여 아만(我慢)이 현행(現行)한다. 경전에서 “장로 타색가(駄索迦)여, 숙지하라. 내가 5취온에 있어서 아(我)와 아소(我所)를 발견하지 못했으나, 5취온에는 아만(我慢)ㆍ아욕(我欲)ㆍ아수면(我隨眠)이 남아 있어서 영원히 끊지 못하고 두루하게 알지 못하고 소멸하지 못하고 토해내지 못한 것이, 마치 유모가 입고 있는 젖내 나는 옷을, 비록 비누나 물 따위로 세탁하여 그때를 벗겨내더라도, 냄새가 배어 있어 그 역한 냄새가 바뀌지 않는 것과 같아서 반드시 갖가지 향료로 훈증해야 역한 냄새가 없어지는 것과 같으니라”고 말씀하신 그대로이다. 이와 같이 부처님의 성제자도 비록 견도로써 분별기 유신견(有身見)의 때를 영원히 끊었더라도, 만약 수도로써 훈습하고 상속하지 않는다면, 무시이래로 익혀온 허망한 집착의 습기에 이끌려 분별기가 아닌 아견[不分別事我見]이 따라 전전한다. 다시 수도를 따라 훈습하고 상속함으로써 비로소 구생기 유신견이 영원히 소멸된다. 구생기 변집견[俱生邊執見]은 단견(斷見)에 속한다. 열반계(涅槃界)에 처했을 때 구생기 단견으로 말미암아 그 마음이 물러나서 커다란 공포를 일으켜 “아아(我我: 나의 나)는 지금 어디에 있는가?”라고 말하게 되는 것이다.
 — 한글본: 안혜 지음, 현장 한역, 이한정 번역, 편집자 번역 수정 (K.576, T.1605), 《대승아비달마잡집론》 제7권. pp. 165-166 / 388.

## 16근본번뇌와 수번뇌
불교에서 번뇌를 분류하는 방식에는 여러 가지가 있는데 그 중의 하나가 근본번뇌(根本煩惱)와 근본번뇌를 따라 일어나는[隨起: 추종하여 현행하는] 수번뇌(隨煩惱)로 분류하는 것이다. 《성유식론》 제6권에 따르면, 수번뇌는 근본번뇌의 분위차별이거나 근본번뇌와 등류(等流)하는 법이다. 따라서 수번뇌는 독립적으로 작용하지 않고, 근본번뇌의 작용에 의해 동류(同類)로서 이끌려 일어나며 근본번뇌와 함께 작용한다. 따라서, 어떤 근본번뇌가 끊어질 때 그것의 동류(同類)로서 이끌려 일어나 그 근본번뇌와 함께 작용하고 있던 수번뇌도 동시에 끊어진다.

### 20가지 수번뇌
유식유가행파의 5위 100법의 법체계에 따르면, 근본번뇌는 번뇌심소 6가지를 말하며 수번뇌는 아래 목록에 나타난 수번뇌심소 20가지를 말한다. 《성유식론》 제6권에 따르면, 실제로 수번뇌로는 이들 20가지만 있는 것이 아니며 더 많이 있지만 이들 20가지가 근본번뇌가 아니면서 세력이 강하고 두드러진 번뇌(잡염)이기 때문에 별도로 모아서 수번뇌심소로 설정한 것이다.
- 유식유가행파의 수번뇌 20가지
  - 소수번뇌심소(小隨煩惱心所)의 10가지 모두: 분(忿) · 한(恨) · 부(覆) · 뇌(惱) · 질(嫉) · 간(慳) · 광(誑) · 첨(諂) · 해(害) · 교(憍)
  - 중수번뇌심소(中隨煩惱心所)의 2가지 모두: 무참(無慚) · 무괴(無愧)
  - 대수번뇌심소(大隨煩惱心所)의 8가지 모두: 도거(掉擧) · 혼침(惛沈) · 불신(不信) · 해태(懈怠) · 방일(放逸) · 실념(失念) · 산란(散亂) · 부정지(不正知)

한편, 수번뇌로는 위에 언급된 20가지만 있는 것이 아니라는 것을 말할 때, 그 전거로써 《아비달마법온족론》 제9권의 〈16. 잡사품(雜事品)〉에 나오는 고타마 붓다의 설법이 자주 언급되는데, 그 설법은 다음 인용문과 같다. 원본에는 번호가 붙여져 있지 않지만, 개수의 파악을 용이하게 하기 위해 편집자가 한글 번역문에 번호를 붙였다. 또한 근본번뇌에 속하는 것은 빨강으로 근본번뇌라고 표시하였다.
 一時薄伽梵。在室羅筏住逝多林給孤獨園。爾時世尊告苾芻眾。汝等若能永斷一法。我保汝等定得不還一法。謂貪若永斷者。我能保彼定得不還。如是瞋癡忿恨覆惱嫉慳誑諂無慚無愧慢過慢慢過慢我慢增上慢卑慢邪慢憍放逸傲憤發矯妄詭詐現相激磨以利求利惡欲大欲顯欲不喜足不恭敬起惡言樂惡友不忍耽嗜遍耽嗜染貪非法。貪著貪惡貪有身見有見無有見貪欲瞋恚惛沈睡眠掉舉惡作疑瞢憒不樂頻申欠呿食不調性心昧劣性種種想不作意麤重觝突饕餮不和軟性不調柔性不順同類欲尋恚尋害尋親里尋國土尋不死尋陵蔑尋假族尋愁歎苦憂擾惱。於此一法。若永斷者。我能保彼定得不還。爾時世尊。為攝前義。而說頌曰。

　　貪所繫有情　　數往諸惡趣

　　智者能正斷　　不還此世間

如是瞋癡乃至擾惱。一一別頌。如貪應知。
 
어느 때 박가범께서 실라벌(室羅筏) 서다림(逝多林)의 급고독원(給孤獨園)에 계셨다.

그 때에 세존께서 필추들에게 말씀하셨다.

"너희들이 만일 하나의 법[一法]을 영원히 끊게 되면 나는 '너희들은 반드시 불환(不還)을 얻으리라'고 보증하겠느니라.

하나의 법이란 바로 
1. 탐(貪)이니, 만일 영원히 끊은 이면 나는 '그는 반드시 불환을 얻으리라'고 보증할 수 있나니, 그와 같아서 - 근본번뇌
2. 진(瞋) - 근본번뇌
3. 치(癡)와 - 근본번뇌
4. 분(忿)
5. 한(恨)
6. 부(覆)
7. 뇌(惱)
8. 질(嫉)
9. 간(慳)
10. 광(誑)
11. 첨(諂)
12. 무참(無慚)
13. 무괴(無愧)와
14. 만(慢) - 근본번뇌
15. 과만(過慢) - 근본번뇌
16. 만과만(慢過慢) - 근본번뇌
17. 아만(我慢) - 근본번뇌
18. 증상만(增上慢) - 근본번뇌
19. 비만(卑慢) - 근본번뇌
20. 사만(邪慢)과 - 근본번뇌
21. 교(憍)
22. 방일(放逸)
23. 오(傲)
24. 분발(憤發)
25. 교망(矯妄)
26. 궤사(詭詐)
27. 현상(現相)
28. 격마(激磨)와
29. 이익으로써 이익을 구하는 것[以利求利]과
30. 악욕(惡欲)
31. 대욕(大欲)
32. 현욕(顯欲)과
33. 기뻐하고 만족하게 여기지 않는 것[不喜足]과
34. 공경하지 않는 것[不恭敬]과
35. 악한 말을 하는 것[惡言]과
36. 나쁜 벗을 좋아하는 것[樂惡友]과
37. 불인(不忍)
38. 탐기(耽嗜)
39. 변탐기(遍耽嗜)
40. 염탐(染貪)
41. 비법탐(非法貪)
42. 착탐(著貪)
43. 악탐(惡貪)과
44. 유신견(有身見) - 근본번뇌
45. 유견(有見)
46. 무유견(無有見)과
47. 탐욕(貪欲)
48. 진에(瞋恚)
49. 혼침(惛沈)
50. 수면(睡眠)
51. 도거(掉擧)
52. 악작(惡作)
53. 의(疑)와 - 근본번뇌
54. 몽궤(瞢憒)
55. 불락(不樂)
56. 빈신(頻申)
57. 흠거(欠呿)와
58. 음식이 조화되지 않는 성품[食不調性]과
59. 마음이 어둡고 하열한 성품[心昧劣性]과
60. 갖가지 생각[種種想]과
61. 부작의(不作意)
62. 추중(麤重)
63. 저돌(觝突)
64. 도철(饕餮)과
65. 온화하고 유연하지 못한 성품[不和軟性]과
66. 조화되고 부드럽지 못한 성품[不調柔性]과
67. 같은 무리에 따르지 않는 것[不順同類]과
68. 욕심(欲尋)
69. 에심(恚尋)
70. 해심(害尋)
71. 친리심(親里尋)
72. 국토심(國土尋)
73. 불사심(不死尋)
74. 능멸심(陵蔑尋)
75. 가족심(假族尋)과
76. 수(愁)
77. 탄(歎)
78. 고(苦)
79. 우(憂)
80. 요뇌(擾惱)이니,

여기에 있는 어떤 하나의 법에서라도 만일 영원히 끊은 이면 나는 '그는 반드시 불환을 얻으리라'고 보증하느니라."

그 때에 세존께서 앞의 뜻을 거두기 위하여 게송으로 말씀하셨다.

　　탐(貪)에 매인 유정은

　　자주 모든 악취(惡趣)에 가지만

　　지혜로운 이는 바르게 끊어서

　　이 세간에 돌아오지 않느니라.

이와 같이 진(瞋) · 치(癡) 나아가 요뇌(擾惱) 등 하나하나의 다른 게송도 탐(貪)에서와 같은 줄 알아야 한다.
 — 《아비달마법온족론》 제9권 〈16. 잡사품(雜事品)〉. 한문본 & 한글본

### 수번뇌의 성질
앞의 "16근본번뇌의 성립 절차" 단락에서 기술한 바와 같이, 유식유가행파의 번뇌론에 따르면, 6근본번뇌가 10근본번뇌로 세분되고, 다시 10근본번뇌가 3계 5부 분별에 의해 128근본번뇌로 세분되며, 이 가운데 112근본번뇌 즉 112혹이 견혹에 해당하며 16근본번뇌 즉 16혹이 수혹에 해당한다. 기본적으로, 수번뇌는 6근본번뇌 혹은 세부적으로는 128근본번뇌(128혹)를 따라 일어난 번뇌이므로 근본번뇌가 끊어질 때 수번뇌도 함께 끊어진다. 그렇기 때문에 부파불교와 대승불교의 교학에서는 근본번뇌에 대해  3계 5부로 분별하여 수행계위와 관련시켜 다루지만, 수번뇌에 대해서는 그것의 대치법(對治法)에 대해서 주로 다루며 3계 5부로 분별하는 것은 굳이 하지 않는다.
《성유식론》 제6권에 따르면 각각의 수번뇌(隨煩惱: 20가지)는 아래의 "수번뇌의 성질 표" 단락에 나열된 바와 같이 특정한 근본번뇌(根本煩惱: 6가지)로부터 따라 일어난다[隨起]. 그런데 어떤 수번뇌가 특정한 근본번뇌를 따라 일어난다[隨起], 등류한다[等流] 또는 동류이다[同類]라는 것이 해당 수번뇌가 반드시 가유(假有)라는 것을 의미하는 것은 아니다.
《성유식론》 제6권에 따르면, 소수번뇌심소(小隨煩惱心所: 10가지)에 속한 분(忿) · 한(恨) · 뇌(惱) · 부(覆) · 광(誑) · 첨(諂) · 교(憍) · 해(害) · 질(嫉) · 간(慳)의 10가지 수번뇌와 대수번뇌심소(大隨煩惱心所: 8가지)에 속한 방일(放逸) · 실념(失念) · 부정지(不正知)는 3가지 수번뇌를 합한 총 13가지 수번뇌는 반드시 가유(假有)이다. 이에 비해 중수번뇌심소(中隨煩惱心所: 2가지)에 속한 무참(無慚) · 무괴(無愧)의 2가지 수번뇌 모두와 대수번뇌심소(大隨煩惱心所: 8가지)에 속한 불신(不信) · 해태(懈怠)의 2가지 수번뇌를 합한 총 4가지 수번뇌는 반드시 실유(實有)이다. 나머지 3가지 수번뇌, 즉 대수번뇌심소(大隨煩惱心所: 8가지)에 속한 혼침(惛沈) · 도거(掉擧) · 산란(散亂)에 대해서는 논사들에 따라 의견이 갈린다.
한편, 가유(假有)인 수번뇌에 대해서 그것의 발동근거 또는 실체가 되는 근본번뇌가 무엇인가에 대해서 논사들의 의견이 항상 일치하는 것은 아니다. 예를 들어, 소수번뇌심소(小隨煩惱心所: 10가지)에 속한 부(覆)가 그러하다. 이와 같이 발동근거가 되는 근본번뇌에 대한 논사들의 의견이 서로 다른 경우 아래 "수번뇌의 성질 표"의 제5열에서는 행을 나누어 구분하여 표시하고 있다. 이들 중 첫 행에 나오는 것이 호법의 견해이다.
《성유식론》 제6권에 따르면, 20가지 수번뇌는 모두 분별기이기도 하고 구생기이기도 하다. 즉 견혹이기도 하고 수혹이기도 하다. 달리 말하면, 20가지 수번뇌는 견혹의 측면과 수혹의 측면을 모두 가진 번뇌로, 20가지 수번뇌의 견혹의 측면은 견도에서 그 모두가 한꺼번에 끊어지고, 수혹의 측면은 수도에서 점진적으로 끊어진다. 이렇게 되는 이유는 수번뇌가 근본번뇌를 '따라 일어나는[隨起]' 번뇌이기 때문이다. 즉, 근본번뇌가 견혹이면 따라 일어난 수번뇌도, 이 수번뇌가 가유인지 또는 실유인지에 상관없이, 항상 견혹이고, 근본번뇌가 수혹이면 따라 일어난 수번뇌도, 이 수번뇌가 가유인지 또는 실유인지에 상관없이, 항상 수혹이기 때문이다.

### 수번뇌의 성질 표
| 번호 | 수번뇌         | 견혹 · 수혹 | 가유 · 실유 | 가유인 경우의 근본번뇌 또는 실유인 경우의 주요 등류번뇌   | 참고 문헌                                      |
| ---- | -------------- | ----------- | ----------- | --------------------------------------------------------- | ---------------------------------------------- |
| 1    | 분(忿)         | 견혹 · 수혹 | 가유(假有)  | 진(瞋)                                                    | [ 71 ] [ 72 ]                                  |
| 2    | 한(恨)         | 견혹 · 수혹 | 가유(假有)  | 진(瞋)                                                    | [ 73 ] [ 74 ]                                  |
| 3    | 뇌(惱)         | 견혹 · 수혹 | 가유(假有)  | 진(瞋)                                                    | [ 75 ] [ 76 ]                                  |
| 4    | 부(覆)         | 견혹 · 수혹 | 가유(假有)  | 탐(貪) · 치(癡) 치(癡)                                    | [ 77 ] [ 78 ]                                  |
| 5    | 광(誑)         | 견혹 · 수혹 | 가유(假有)  | 탐(貪) · 치(癡)                                           | [ 79 ] [ 80 ]                                  |
| 6    | 첨(諂)         | 견혹 · 수혹 | 가유(假有)  | 탐(貪) · 치(癡)                                           | [ 81 ] [ 82 ]                                  |
| 7    | 교(憍)         | 견혹 · 수혹 | 가유(假有)  | 탐(貪)                                                    | [ 83 ] [ 84 ]                                  |
| 8    | 해(害)         | 견혹 · 수혹 | 가유(假有)  | 진(瞋)                                                    | [ 85 ] [ 86 ]                                  |
| 9    | 질(嫉)         | 견혹 · 수혹 | 가유(假有)  | 진(瞋)                                                    | [ 87 ] [ 88 ]                                  |
| 10   | 간(慳)         | 견혹 · 수혹 | 가유(假有)  | 탐(貪)                                                    | [ 89 ] [ 90 ]                                  |
| 11   | 무참(無慚)     | 견혹 · 수혹 | 실유        | 탐(貪) 모든 번뇌                                          | [ 93 ] [ 94 ] [ 95 ] [ 96 ]                    |
| 12   | 무괴(無愧)     | 견혹 · 수혹 | 실유        | 탐(貪) 모든 번뇌                                          | [ 97 ] [ 98 ] [ 95 ] [ 96 ]                    |
| 13   | 불신(不信)     | 견혹 · 수혹 | 실유        | 모든 번뇌                                                 | [ 99 ] [ 100 ] [ 101 ] [ 102 ] [ 103 ] [ 104 ] |
| 14   | 해태(懈怠)     | 견혹 · 수혹 | 실유        | 모든 번뇌                                                 | [ 105 ] [ 106 ]                                |
| 15   | 방일(放逸)     | 견혹 · 수혹 | 가유(假有)  | 해태(懈怠) · 탐(貪) · 진(瞋) · 치(癡)                     | [ 107 ] [ 108 ]                                |
| 16   | 혼침(惛沈)     | 견혹 · 수혹 | 가유 · 실유 | 호법의 견해는 미기재 치(癡) 모든 번뇌                     | [ 101 ] [ 102 ]                                |
| 17   | 도거(掉擧)     | 견혹 · 수혹 | 가유 · 실유 | 호법의 견해는 미기재 탐(貪) 모든 번뇌                     | [ 77 ] [ 78 ] [ 103 ] [ 104 ]                  |
| 18   | 실념(失念)     | 견혹 · 수혹 | 가유(假有)  | 염(念) · 치(癡) 염(念) 치(癡)                             | [ 109 ] [ 110 ]                                |
| 19   | 부정지(不正知) | 견혹 · 수혹 | 가유(假有)  | 혜(慧) · 치(癡) 혜(慧) 치(癡)                             | [ 111 ] [ 112 ]                                |
| 20   | 산란(散亂)     | 견혹 · 수혹 | 가유 · 실유 | 호법의 견해는 실유라는 것 탐(貪) · 진(瞋) · 치(癡) 치(癡) | [ 113 ] [ 114 ]                                |

## 16근본번뇌의 조복과 단멸
번뇌장과 소지장에는 구생기와 분별기가 있으며, 다시 현행(現行) · 종자(種子) · 습기(習氣)로 구분되는데 이것들이 조복(調伏: 굴복시킴)되고 단멸(斷滅: 끊어짐)되는, 견도 · 수도 · 무학도의 3도와 52위의 보살 수행계위에서의 해당 지위[地]는 아래 목록과 같다.
번뇌장의 모든 분별기가 128근본번뇌 가운데 112근본번뇌 즉 112혹이다. 유식유가행파의 번뇌론에 따르면 모든 번뇌장에는 반드시 그것에 해당하는 소지장이 존재한다. 따라서 112근본번뇌 즉 분별기 번뇌장에는 그것에 상당하는 분별기 소지장이 존재한다. 그리고 아래 목록에 나타난 바와 같이 112근본번뇌 즉 분별기 번뇌장과 그것에 상당하는 분별기 소지장 모두 견도에서 완전히 끊어진다. 달리 말하면, 견혹(견소단)은 견도에서 끊어지는 번뇌라고 정의되므로,  유식유가행파의 번뇌론의 문맥에서는 견혹(견소단)은 분별기 번뇌장의 총 개수인 112근본번뇌 즉 112혹과 이것에 상당하는 분별기 소지장을 통칭한다.
또한 아래 목록에서 나타난 바와 같이, 128근본번뇌 가운데 16근본번뇌 즉 16혹은  구생기 번뇌장의 총 개수이다. 또한  유식유가행파의 번뇌론에 따르면 모든 번뇌장에는 반드시 그것에 해당하는 소지장이 존재한다. 그리고 수혹(수소단)은 수도에서 끊어지는 번뇌라고 정의되므로,  유식유가행파의 번뇌론의 문맥에서는 수혹(수소단)은 구생기 번뇌장의 총 개수인 16근본번뇌 즉 16혹과 이것에 상당하는 구생기 소지장을 통칭한다. 수혹(수소단)은 아래 목록에 나타난 바와 같이 보살 10지의 각각의 지(地)에서 끊어진다. 즉, 견혹이 초지(初地)인 환희지(歡喜地)에서 한꺼번에 끊어지는 것과는 달리 수혹은 총괄적으로 말해 제2지부터 제10지까지에 걸쳐 점진적으로 끊어진다.
- 번뇌장(煩惱障)
  - 분별기(分別起)
    - 현행(現行): 지전복(地前伏), 즉 초지(初地)에 오르기 이전에 굴복시킴[調伏]
    - 종자(種子): 견도단(見道斷), 즉 견도(見道) 즉 초지(初地)에서 끊어짐
    - 습기(習氣): 견도단(見道斷), 즉 견도(見道) 즉 초지(初地)에서 끊어짐

  - 구생기(俱生起)
    - 현행(現行): 제7지에서 복진(伏盡)됨 즉 완전히 굴복시킴
    - 종자(種子): 제10지에서 금강삼매로 끊어짐
    - 습기(習氣): 10지 중 각각의 지(地)에서 끊어짐
- 소지장(所知障)
  - 분별기(分別起)
    - 현행(現行): 지전복(地前伏), 즉 초지(初地)에 오르기 이전에 굴복시킴[調伏]
    - 종자(種子): 견도단(見道斷), 즉 견도(見道) 즉 초지(初地)에서 끊어짐
    - 습기(習氣): 견도단(見道斷), 즉 견도(見道) 즉 초지(初地)에서 끊어짐

  - 구생기(俱生起)
    - 현행(現行): 10지 중 각각의 지(地)에서 굴복시킴
    - 종자(種子): 10지 중 각각의 지(地)에서 끊어짐
    - 습기(習氣): 10지 중 각각의 지(地)에서 끊어짐

유식유가행파에서는 견도 · 수도 · 무학도의 3도를 더 세분한 자량위(資糧位) · 가행위(加行位) · 통달위(通達位) · 수습위(修習位) · 구경위(究竟位)의 5위(五位)의 수행계위를 세우는데, 견도는 통달위에, 수도는 수습위에, 무학도는 구경위에 해당한다. 따라서, 128근본번뇌의 번뇌장과 소지장 가운데, 112근본번뇌의 번뇌장과 소지장은 견도 즉 통달위에서 끊어지고, 16근본번뇌의 번뇌장과 소지장은 수도 즉 수습위에서 끊어진다. 이 모두가 완전히 끊어진 상태가 될 때 비로소 성불(成佛)한다.

## 같이 보기
- 3도: 견도 · 수도 · 무학도
  - 견도: 16심 · 고법지인
  - 무학도: 34심
  - 성문 수행계위: 4향4과
  - 보살 수행계위: 52위
- 현관: 4제현관 · 6현관
- 유루 · 무루
- 번뇌 · 잡염
  - 근본번뇌 · 수면
    - 3근본번뇌 · 6수면 · 7수면 · 10수면
    - 설일체유부의 98근본번뇌
      - 견혹: 설일체유부의 88근본번뇌
      - 수혹: 설일체유부의 10근본번뇌

    - 대승불교 일반의 5주지번뇌와 번뇌장 · 소지장
    - 유식유가행파의 번뇌장 · 소지장
      - 유식유가행파의 128근본번뇌
        - 견혹: 유식유가행파의 112근본번뇌
        - 수혹: 유식유가행파의 16근본번뇌

  - 수번뇌
    - 8전 · 10전 · 6번뇌구

  - 5하분결 · 5상분결
- 유부무기와 불선
  - 유부무기
    - 욕계의 번뇌의 일부 · 색계의 번뇌 · 무색계의 번뇌
    - 4근본번뇌 (말나식의 4번뇌: 아치 · 아견 · 아만 · 아애)

  - 불선 · 악
    - 욕계의 번뇌의 대다수
    - 불선근
    - 5악 · 10악
- 108번뇌
- 9결
- 5개

## 참고 문헌
- 곽철환 (2003). 《시공 불교사전》. 시공사 / 네이버 지식백과. |title=에 외부 링크가 있음 (도움말)
- 목건련 지음, 현장 한역, 송성수 번역 (K.945, T.1537). 《아비달마법온족론》. 한글대장경 검색시스템 - 전자불전연구소 / 동국역경원. K.945(24-1091), T.1537(26-453). |title=에 외부 링크가 있음 (도움말)
- 무착 지음, 현장 한역, 이한정 번역 (K.572, T.1605). 《대승아비달마집론》. 한글대장경 검색시스템 - 전자불전연구소 / 동국역경원. K.572(16-157), T.1605(31-663). |title=에 외부 링크가 있음 (도움말)
- 세친 지음, 현장 한역, 권오민 번역 (K.955, T.1558). 《아비달마구사론》. 한글대장경 검색시스템 - 전자불전연구소 / 동국역경원. K.955(27-453), T.1558(29-1). |title=에 외부 링크가 있음 (도움말)
- 세친 지음, 현장 한역, 송성수 번역 (K.618, T.1612). 《대승오온론》. 한글대장경 검색시스템 - 전자불전연구소 / 동국역경원. K.618(17-637), T.1612(31-848). |title=에 외부 링크가 있음 (도움말)
- 안혜 지음, 현장 한역, 이한정 번역 (K.576, T.1605). 《대승아비달마잡집론》. 한글대장경 검색시스템 - 전자불전연구소 / 동국역경원. K.576(16-228), T.1606(31-694). |title=에 외부 링크가 있음 (도움말)
- 운허.  동국역경원 편집, 편집. 《불교 사전》. |title=에 외부 링크가 있음 (도움말)
- (영어) DDB. 《Digital Dictionary of Buddhism (電子佛教辭典)》. Edited by A. Charles Muller. |title=에 외부 링크가 있음 (도움말)
- (중국어) 목건련 조, 현장 한역 (T.1537). 《아비달마법온족론(阿毘達磨法蘊足論)》. 대정신수대장경. T26, No. 1537, CBETA. |title=에 외부 링크가 있음 (도움말)
- (중국어) 무착 조, 현장 한역 (T.1605). 《대승아비달마집론(大乘阿毘達磨集論)》. 대정신수대장경. T31, No. 1605, CBETA. |title=에 외부 링크가 있음 (도움말)
- (중국어) 佛門網. 《佛學辭典(불학사전)》. |title=에 외부 링크가 있음 (도움말)
- (중국어) 星雲. 《佛光大辭典(불광대사전)》 3판. |title=에 외부 링크가 있음 (도움말)
- (중국어) 세친 조, 현장 한역 (T.1558). 《아비달마구사론(阿毘達磨俱舍論)》. 대정신수대장경. T29, No. 1558, CBETA. |title=에 외부 링크가 있음 (도움말)
- (중국어) 세친 조, 현장 한역 (T.1612). 《대승오온론(大乘五蘊論)》. 대정신수대장경. T31, No. 1612, CBETA. |title=에 외부 링크가 있음 (도움말)
- (중국어) 안혜 조, 현장 한역 (T.1606). 《대승아비달마잡집론(大乘阿毘達磨雜集論)》. 대정신수대장경. T31, No. 1606, CBETA. |title=에 외부 링크가 있음 (도움말)
- (중국어) 안혜 조, 지바하라 한역 (T.1613). 《대승광오온론(大乘廣五蘊論)》. 대정신수대장경. T31, No. 1613, CBETA. |title=에 외부 링크가 있음 (도움말)